# Dactylorhiza erdingeri
Dactylorhiza erdingeri là một loài thực vật có hoa trong họ Lan. Loài này được (A.Kern.) ined. mô tả khoa học đầu tiên.